# Pantbank
En pantbank är en bank som lånar ut pengar mot ett föremål som säkerhet. Denna pant lämnas in till och förvaras på pantbanken. Lånet sträcker sig över en förutbestämd tid, men låntagaren kan när som helst under tiden hämta sin pant eller förlänga lånet.

## Sverige
En vanlig löptid är 4 månader och att omsätta/förlänga lånet gör man genom att betala upplupen ränta samt expeditionsavgift. I Sverige skiljer sig räntan mellan bolagen och ligger för närvarande mellan 0,95%-4% per månad (11,4%-48% per år). Om låntagaren inte förmår att lösa in panten säljs den på offentlig auktion och pantbanken reglerar lånets fordran. Om det vid försäljningen uppstår ett överskott så tillfaller det lånekunden, om det däremot uppstår ett underskott blir denne aldrig betalningsansvarig.  
Pantbankstillstånd utfärdas av länsstyrelsen i aktuellt län. Enligt Svenska Pantbanksföreningen fanns det 2019 tjugotre pantbanksbolag i Sverige, varav tjugoen företag  med 57 kontor är medlemmar.

### Åldersgräns
En pantbank får ta emot pant bara av den som har fyllt arton år. 

### Pantförsäljning
Panten får säljas först två månader efter lånets förfallodag, om inte låntagaren eller den som förvärvat rätten till panten medger att det sker tidigare. 

## Bildgalleri

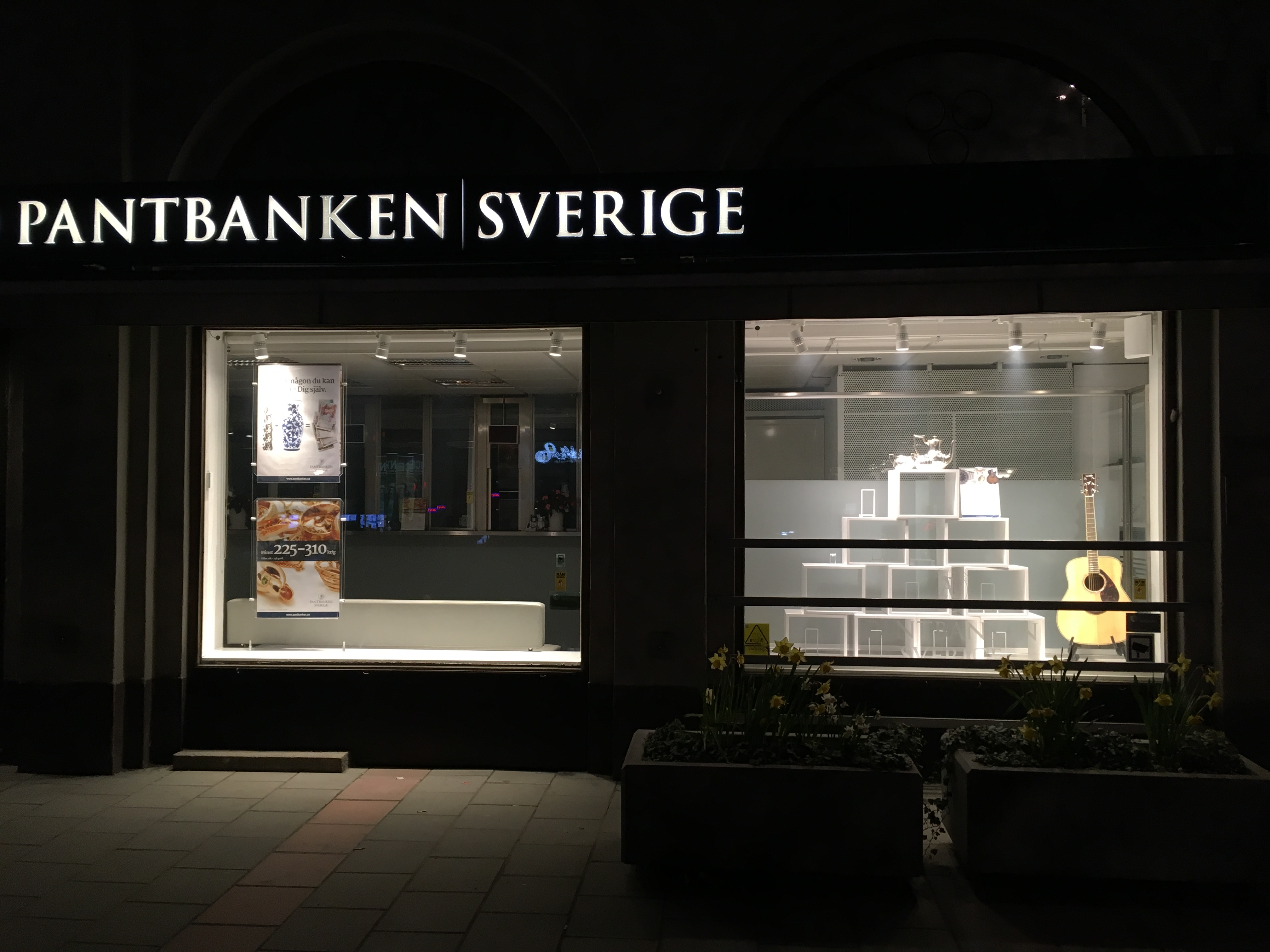
En pantbank i Stockholm.
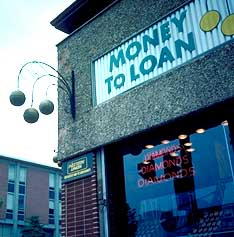
En amerikansk pantbank, så kallad pawn shop.
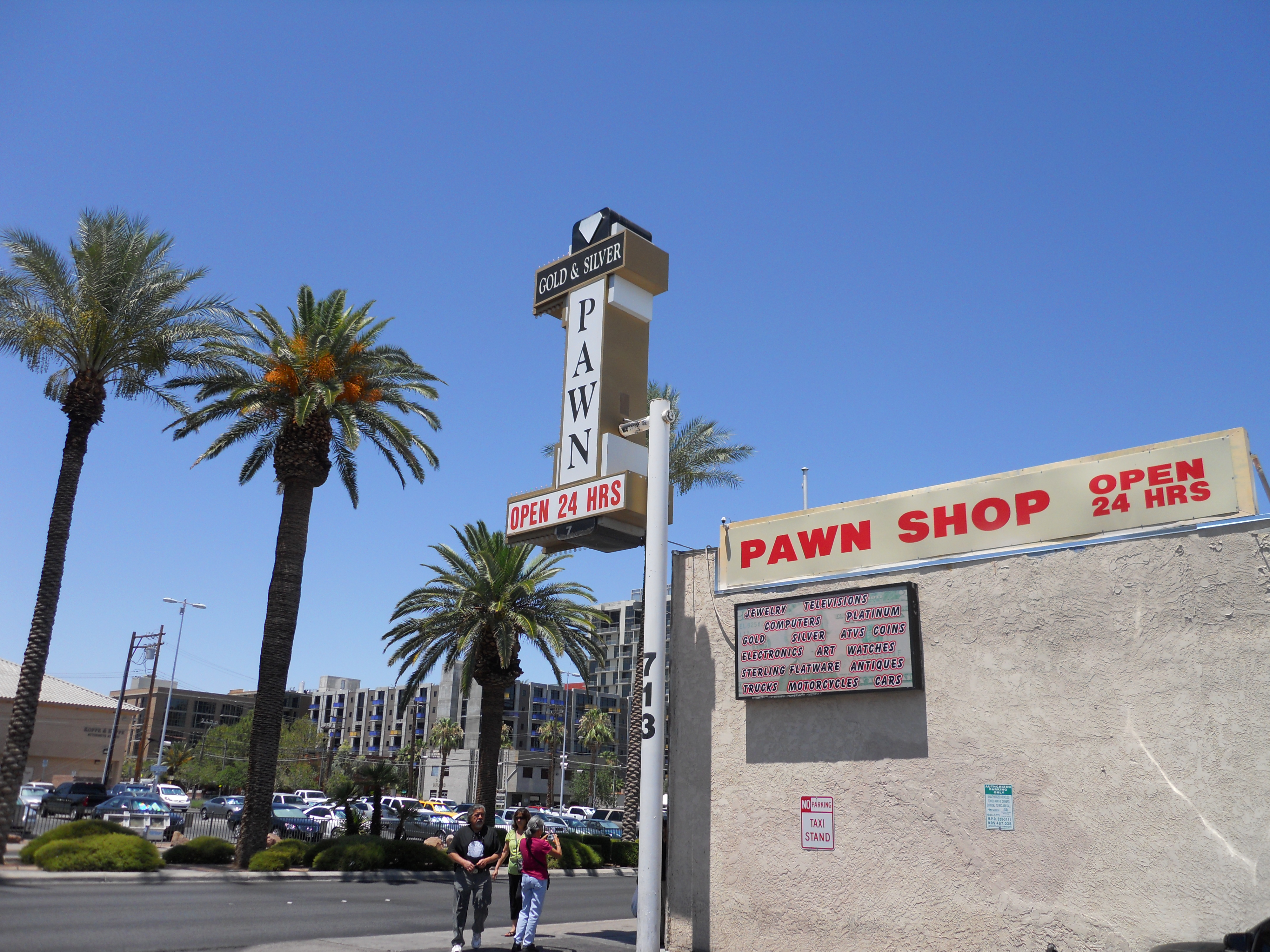
Exteriör för World Famous Gold & Silver Pawn Shop i Las Vegas.